# Karpat-Ukraina
Karpat-Ukraina hay Ukraina Karpat (tiếng Ukraina: Карпа́тська Украї́на, đã Latinh hoá: Karpats’ka Ukraina, IPA: [kɐrˈpɑtsʲkɐ ʊkrɐˈjinɐ]) là một khu tự trị của Tiệp Khắc, được thành lập vào tháng 12 năm 1938 khi đổi tên vùng Podkarpatská Rus (Rus cận Karpat). Quyền tự trị hành chính và chính trị đầy đủ của khu vực được xác nhận theo luật Hiến pháp vào ngày 2 tháng 11 năm 1938. 20 năm trước đó, khu vực tách khỏi Vương quốc Hungary và bị đưa vào nước Tiệp Khắc mới thành lập theo Hiệp ước Trianon năm 1920. Ngày 2 tháng 11 năm 1938, Quyết định Wien lần thứ nhất tách một phần lãnh thổ Tiệp Khắc, bao gồm miền nam Podkarpatská Rus cho Hungary. Sau khi Đệ Nhị Cộng hòa Tiệp Khắc tan rã, Karpat-Ukraina tuyên bố là một nước cộng hòa độc lập vào ngày 15 tháng 3 năm 1939. Nhà nước đoản mệnh này kết thúc khi Hungary xâm chiếm vào ngày 18 tháng 3 năm 1939.
Khu vực này vẫn nằm dưới quyền kiểm soát của Hungary cho đến khi kết thúc Thế chiến thứ hai ở châu Âu, sau đó khu vực bị Liên Xô chiếm đóng và sáp nhập. Lãnh thổ hiện được quản lý với tên gọi tỉnh Zakarpattia của Ukraina.

## Lịch sử

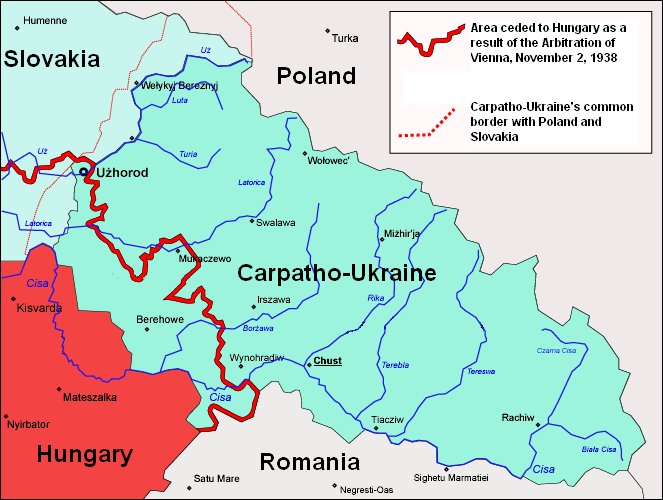
Bản đồ Karpat-Ukraina

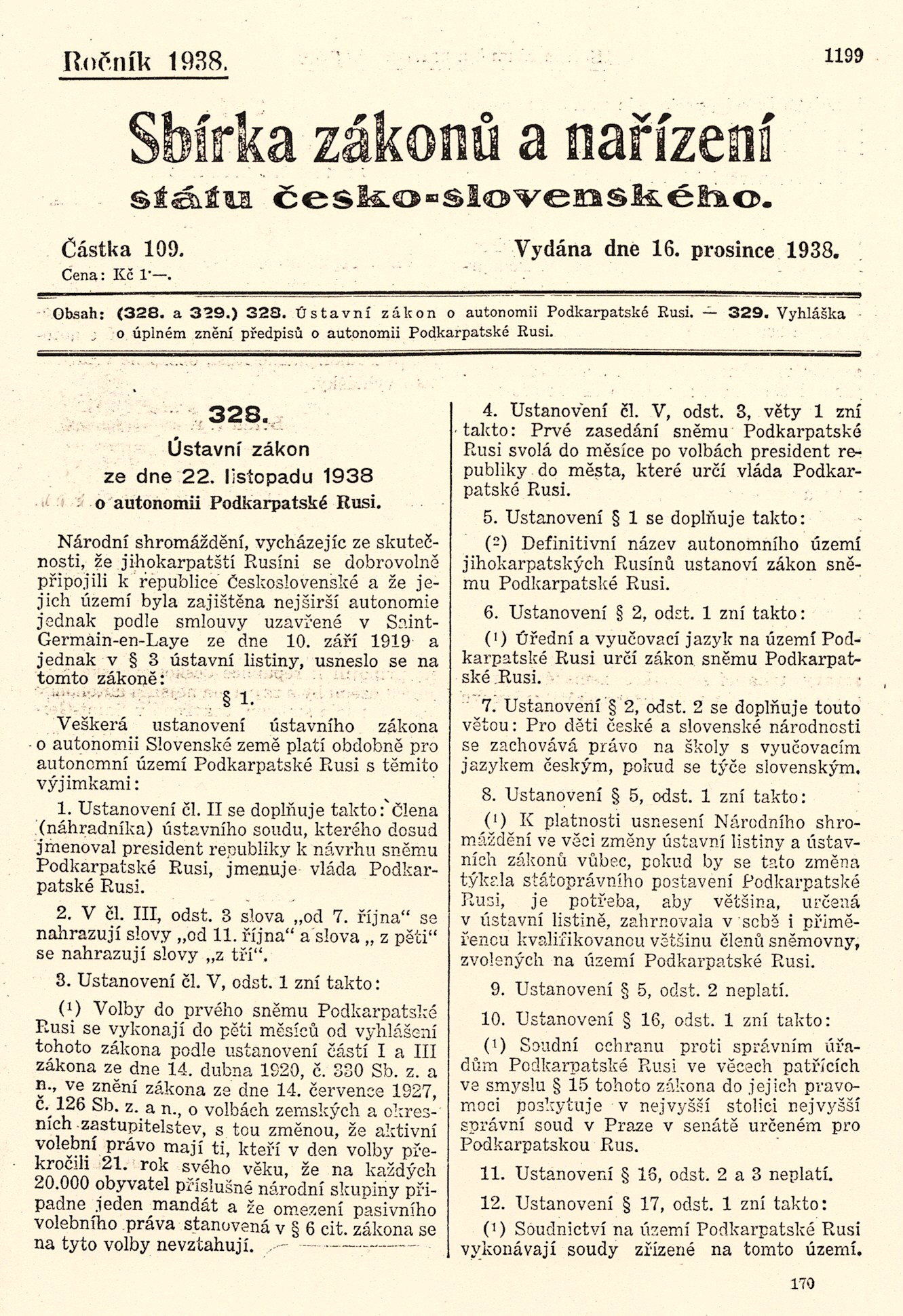
Luật Hiến pháp vè quyền tự trị của Podkarpatská Rus (1938)

### Tự trị chính trị
Theo Hiệp ước München được ký ngày 30 tháng 9 năm 1938, Tiệp Khắc mất phần lớn khu vực biên giới vào tay Đức Quốc xã. Ngay sau đó, một loạt cải cách chính trị được khởi xướng, dẫn đến việc thành lập Đệ Nhị Cộng hòa Tiệp Khắc, bao gồm ba thực thể chính trị tự trị như Slovakia tự trị và Podkarpatská Rus tự trị. Chính quyền địa phương đầu tiên của Podkarpatská Rus tự trị được bổ nhiệm vào ngày 11 tháng 10 năm 1938, đứng đầu là Thủ tướng Andrej Bródy. Trong những ngày tiếp theo, một cuộc khủng hoảng xảy ra giữa hai nhóm địa phương, ủng hộ Rusyn và ủng hộ Ukraina, dẫn đến việc chính phủ của Andrej Bródy phải từ chức vào ngày 26 tháng 10. Chính quyền khu vực mới do Avgustyn Voloshyn đứng đầu áp dụng đường lối thân Ukraina và bắt đầu đổi tên khu vực, từ Podkarpatská Rus (Rus hạ Karpat) thành Karpat-Ukraina.
Đề xuất này đã mở ra một cuộc tranh luận chính trị mới. Vào ngày 22 tháng 11 năm 1938, các nhà chức trách của Đệ Nhị Cộng hòa Tiệp Khắc quyết định thông qua Luật Hiến pháp về Quyền tự trị của Podkarpatská Rus (tiếng Czech: Ústavní zákon o autonomii Podkarpatské Rusi), chính thức tái khẳng định quyền tự quyết của người Rusyn (lời mở đầu), và cũng xác nhận quyền tự trị hoàn toàn về hành chính và chính trị của Podkarpatská Rus, với hội đồng và chính phủ riêng. Thuật ngữ như vậy được coi là minh chứng cho sự ủng hộ của nhà nước đối với phe phái ủng hộ Rusyn, và vào ngày 30 tháng 12 năm 1938, chính quyền địa phương đã phản ứng bằng cách ban hành một sắc lệnh tạm thời tuyên bố đổi tên khu vực thành Karpat-Ukraina. Điều này dẫn đến việc tạo ra một thế song hành thuật ngữ. Trong hệ thống hiến pháp của Đệ Nhị Cộng hòa Tiệp Khắc, khu vực tiếp tục được gọi chính thức là Podkarpatská Rus, trong khi các tổ chức địa phương tiếp tục thúc đẩy việc sử dụng thuật ngữ Karpat-Ukraina.

### Khủng hoảng chính trị
Vào cuối tháng 9 năm 1938, Hungary sẵn sàng huy động quân ở biên giới Tiệp Khắc trong trường hợp vấn đề Tiệp Khắc không thể giải quyết ở cấp độ ngoại giao, theo hướng có lợi cho các yêu sách lãnh thổ của Hungary. Quân đội Tiệp Khắc đã xây dựng 2.000 cứ điểm bê tông nhỏ dọc theo biên giới ở những nơi mà các con sông không phải là chướng ngại vật tự nhiên.
Bộ trưởng Nội vụ Hungary Miklós Kozma sinh ra ở Podkarpatská Rus, và vào giữa năm 1938, bộ của ông trang bị cho Rongyos Gárda ('cận vệ rách rưới'), lực lượng này bắt đầu xâm nhập du kích dọc theo biên giới phía nam của Tiệp Khắc; vào Slovakia và Podkarpatská Rus. Tình hình lúc này đang cận kề một cuộc chiến tranh mở, có thể khiến cả châu Âu bùng cháy trở lại. Phụ lục của Hiệp định München kết luận Tiệp Khắc và Hungary cần giải quyết tranh chấp bằng đàm phán với nhau. Do không thể đạt được thỏa thuận cuối cùng nên chính phủ Hungary và Tiệp Khắc chấp nhận Trọng tài Wien Đức-Ý vì Pháp và Anh từ chối sự tham gia do không quan tâm. Điều này dẫn đến Quyết định Wien lần thứ nhất.
Vào ngày 2 tháng 11 năm 1938, quyết định này phần lớn có lợi cho người Hungary và buộc chính phủ tại Praha phải nhượng 11.833 km² của Slovakia và Ruthenia Karpat cho Hungary. Điều này không chỉ chuyển nhà của khoảng 590.000 người dân tộc Hungary sang Hungary, mà cả 290.000 người Slovak và 37.000 người Rusyn. Kết quả là, Tiệp Khắc mất gần như toàn bộ vành đai công sự dọc theo biên giới Hungary và một số kho tàng lớn.
Quyền tự trị của Slovakia đã được quốc hội Praha chính thức hóa vào ngày 19 tháng 11. Karpat-Ukraina cũng được trao quyền tự trị.
Trọng tài Wien không khiến bên nào hoàn toàn hài lòng, và sau đó đã xảy ra 22 cuộc xung đột biên giới từ ngày 2 tháng 11 năm 1938 đến ngày 12 tháng 1 năm 1939. Sự kém hiệu quả của chính phủ Praha trong việc bảo vệ lợi ích quốc gia càng kích động chủ nghĩa dân tộc của người Slovak và người Ukraina. Vào ngày 6 tháng 1 năm 1939, quân đội Tiệp Khắc do tướng Lev Prchala ra lệnh đã thực hiện một cuộc tấn công bất ngờ vào thành phố Munkács (nay là Mukacheve), khi đó Sich Karpat cũng tham gia, nhưng Rongyos Gárda với sự giúp đỡ của cảnh sát địa phương đã đẩy lùi họ. Sau sự cố này, đại sứ Hungary tại Berlin là Döme Sztójay chuyển một thông điệp tới chính phủ Đức là trong trường hợp Đức chiếm đóng các vùng đất của Séc và tuyên bố Slovakia độc lập, Hungary sẽ chiếm phần còn lại của Ruthenia Karpat, bất kể sự chấp thuận của Đức. Vào ngày 11 tháng 3, đại sứ Đức tại Budapest đã nêu trong phản hồi của Chính phủ Đức rằng nếu Hungary vẫn duy trì và ủng hộ các hợp đồng kinh tế với Đức, tôn trọng quyền của người Đức địa phương và sẽ không bức hại các thành viên của Nội các Voloshyn, sau đó trong trường hợp tuyên bố về một Karpat-Ukraina độc lập sẽ đồng ý với các kế hoạch của Hungary.

### Tuyên bố độc lập
Chủ nghĩa dân tộc của người Slovakia và Ukraina ngày càng mãnh liệt. Sau tuyên bố độc lập của Slovakia vào ngày 14 tháng 3 và việc Đức quốc xã chiếm đóng các vùng đất Czech vào ngày 15 tháng 3, Karpat-Ukraina tuyên bố độc lập với tên gọi Cộng hòa Karpat-Ukraina, Avgustyn Voloshyn là người đứng đầu nhà nước. Voloshyn lúc này được cư dân khu vực ủng hộ. Luật Hiến pháp đầu tiên của Karpat-Ukraina ngày 15 tháng 3 năm 1939 đã định nghĩa quốc gia mới như sau:
1. Karpat-Ukraina là một quốc gia độc lập
2. Tên nước là: Karpat-Ukraina
3. Karpat-Ukraina là một nước cộng hòa, đứng đầu là tổng thống được bầu bởi Soim của Karpat-Ukraina
4. Ngôn ngữ nhà nước của Karpat-Ukraina là tiếng Ukraina
5. Quốc kỳ của Karpat-Ukraina có màu xanh dương và vàng, xanh dương ở trên và vàng ở dưới
6. Quốc huy của Karpat-Ukraina như sau: một con gấu trên nền đỏ ở bên phải, bốn sọc xanh và ba sọc vàng ở bên trái, cũng như cây đinh ba của Thánh Volodymyr Vĩ đại
7. Quốc ca của Karpat-Ukraina là "Ukraina chưa bị diệt vong"
8. Đạo luật này có hiệu lực ngay sau khi ban hành

Chính phủ Karpat-Ukraina có người đứng đầu là Tổng thống Avgustyn Voloshyn, Thủ tướng Julian Révaý, Bộ trưởng Quốc phòng Stepan Klochurak và Bộ trưởng Nội vụ Yuriy Perevuznyk. Người đứng đầu Soim là Avhustyn Shtephan, các cấp phó của ông là Fedir Révaý và Stepan Rosokha. Người Hungary biết rằng người Đức sẽ không phản đối việc Hungary tiếp quản Karpat-Ukraina trong cùng ngày.

### Hungary xâm chiếm
Tổng tham mưu trưởng Hungary Henrik Werth yêu cầu ít nhất một tuần để chuẩn bị cho cuộc xâm chiếm, thay vào đó Hội đồng Hoàng gia chỉ cho ông 12 giờ để chiếm Ruthenia Karpat trước khi Slovakia tuyên bố độc lập. Chịu trách nhiệm chuẩn bị cho cuộc tấn công là chỉ huy quân đồn trú Munkacs là Lajos Béldi, người chỉ huy Lữ đoàn miền núi số 1, trong khi Trung tướng Ferenc Szombathelyi (chỉ huy Quân đoàn 8 tại Kassa) được giao phụ trách Nhóm Karpat với tư cách là một lực lượng viễn chinh.
Lực lượng hiện hữu của Hungary bao gồm một trung đoàn bộ binh, hai trung đoàn kỵ binh, ba tiểu đoàn bộ binh đi xe đạp, một tiểu đoàn cơ giới, hai tiểu đoàn biên phòng, một tiểu đoàn pháo binh và hai đoàn tàu bọc thép. Các lực lượng này được tính cho hơn hai sư đoàn trong Thế chiến II. Họ được hỗ trợ từ máy bay chiến đấu Fiat CR.32 lên tới cỡ một trung đoàn. Ngoài các đơn vị chính quy, người Hungary còn được hỗ trợ từ một số đội hình không chính quy như Rongyos Gárda và những cận vệ áo đen của István Fenczik, người trước đó bị Nội các Voloshyn buộc tội là thân Hungary.
Các đơn vị Biên phòng Hungary đóng xung quanh Munkács, sau khi đẩy lùi các đơn vị Tiệp Khắc đang tấn công vào ngày 14 tháng 3 năm 1939, họ lần lượt tiến lên và chiếm thị trấn Őrhegyalja (ngày nay là Pidhoriany thuộc Mukachevo).
Vào ngày 15 tháng 3 năm 1939, quân chính quy của Quân đội Hungary xâm chiếm Karpat-Ukraina và đến Szolyva khi màn đêm buông xuống. Quân đội không chính quy Karpat-Ukraina là Sich Karpat không có sự hỗ trợ bổ sung, và đã nhanh chóng bị đánh tan tác. Trận chiến lớn nhất giữa quân đội Hungary và hàng trăm binh sĩ Ukraina (được trang bị súng máy hạng nhẹ, súng trường, lựu đạn cầm tay và súng lục) diễn ra gần Khust. Khoảng 230 người Ukraina chết trong trận chiến.
Sức kháng cự của Tiệp Khắc ở Karpat-Ukraina là không đáng kể, và quân đội Hungary tiến công mà không phải đối mặt với một sự kháng cự tập trung và được tổ chức tốt. Quân đội Hungary cũng có lợi thế từ Quyết định Wien lần thứ nhất, giúp người Hungary có thể chiếm hữu các khu vực từng được người Tiệp Khắc cho xây dựng các công sự kiên cố nhằm chống lại Hungary.
Ngày 16 tháng 3 năm 1939, Hungary chính thức sáp nhập lãnh thổ. Thủ tướng Yulian Révaý đã chống lại người Hungary cho đến lúc đó. Trong đêm ngày 17 tháng 3, các binh sĩ Tiệp Khắc cuối cùng rời Khust và rút về biên giới Romania. Họ và tổng thống một ngày của Karpat-Ukraina là Voloshyn trốn sang Romania.
Quân đội Hungary tiếp tục tiến công với tốc độ tối đa và tiến đến biên giới Ba Lan vào ngày 17 tháng 3. Những thành viên Sich đến từ tỉnh Galicia với tư cách là công dân Ba Lan đã bị người Hungary bắt và giao cho binh lính Ba Lan vì tội vượt biên trái phép, khoảng 500-600 người bị binh lính Ba Lan hành quyết. Ổ kháng cự cuối cùng ở vùng núi Karpat bị tiêu diệt vào ngày 18 tháng 3.
Sau cuộc xâm chiếm của Hungary là một vài tuần khủng bố, khi đó hơn 27.000 người đã bị bắn chết mà không qua xét xử và điều tra. Hơn 75.000 người Ukraina quyết định xin tị nạn ở Liên Xô; trong số này gần 60.000 người được cho là đã chết trong các trại tù Gulag.

### Thế chiến II và hậu chiến
Tổng cộng từ năm 1939 đến 1944, 80.000 người Ukraina Karpat bị thiệt mạng.
Sau khi Đức chiếm đóng Hungary vào tháng 3 năm 1944, Adolf Eichmann giám sát việc trục xuất gần như toàn bộ người Do Thái Hungary. Khi kết thúc Trận chiến Đèo Dukla vào ngày 28 tháng 10 năm 1944, Liên Xô đã đẩy lùi quân Đức và Hungary, đồng thời chiếm đóng Ruthenia Karpat và phần còn lại của Tây Ukraina. Quyền kiểm soát Ruthenia Karpat do đó "trên danh nghĩa" được trao lại cho Tiệp Khắc. Phái đoàn của chính phủ lưu vong Tiệp Khắc do Bộ trưởng František Němec dẫn đầu đã đến Khust thành lập chính quyền Tiệp Khắc lâm thời, theo hiệp ước giữa chính phủ Liên Xô và Tiệp Khắc năm đó.
Tuy nhiên, chỉ sau vài tuần, vì những lý do vẫn chưa rõ ràng, Hồng quân và Ban Nội chính Nhân dân bắt đầu cản trở công việc của phái đoàn và cuối cùng một "Ủy ban Quốc gia Ngoại Karpat-Ukraina" bù nhìn được thành lập ở Mukachevo được Hồng quân bảo hộ. Vào ngày 26 tháng 11, người đứng đầu ủy ban này là Ivan Ivanovich Turyanitsa, một người Rusyn đã đào ngũ khỏi quân đội Tiệp Khắc, tuyên bố "ý nguyện của nhân dân Ukraina" tách khỏi Tiệp Khắc và gia nhập Cộng hòa Xã hội chủ nghĩa Xô viết Ukraina. Sau hai tháng xung đột và đàm phán không thành công, phái đoàn chính phủ Tiệp Khắc rời Khust vào ngày 1 tháng 2 năm 1945, để lại Karpat-Ukraina dưới quyền kiểm soát của Liên Xô.
Liên Xô gây áp lực lên Tiệp Khắc, và vào ngày 29 tháng 6 năm 1945, hai nước đã ký một hiệp ước, chính thức nhượng Karpat-Ruthenia cho Liên Xô. Năm 1946, khu vực này trở thành một phần của Ukraina Xô viết với tên gọi tỉnh Zakarpattia.

## Nghị viện
Soim của Karpat-Ukraina được thành lập vào ngày 12 tháng 2 năm 1939 theo đạo luật hiến pháp Tiệp Khắc ngày 22 tháng 11 năm 1938. Cơ quan bao gồm 32 đại biểu với 29 người Ukraina và ba người dân tộc thiểu số. Chỉ có một phiên họp duy nhất của nghị viện diễn ra vào ngày 15 tháng 3 năm 1939 tại Khust.
Tại phiên họp, nghị viện đã thông qua tuyên bố chủ quyền của Karpat-Ukraina, thông qua Hiến pháp, bầu tổng thống và xác nhận chính phủ mới của Julian Révaý. Người đứng đầu Soim là Augustin Štefan cùng với các cấp phó của ông là Fedir Révaý và Stepan Rosokha. Đoàn chủ tịch của Soim đã di cư ra khỏi đất nước sau khi Lực lượng vũ trang Hungary xâm chiếm Karpat-Ukraina.

## Bức hại
- Sevastian Sabol (1909–2003),[8] quê ở Presov và là nạn nhân sống sót sau các vụ truy tố của Liên Xô và Hungary. Khi Hungary xâm chiếm Karpat-Ukraina năm 1939, ông là cha tuyên úy của Sich Karpat ở Khust. Vào ngày 16–18 tháng 12 năm 1948, tại Praha, Sabol bị kết án tù chung thân vắng mặt vì tội hợp tác với Quân nổi dậy Ukraina.
- Avgustyn Voloshyn (1874–1945), chết trong nhà tù Liên Xô sau khi bị SMERSH bắt ở Praha năm 1945